# Bitva u Ipsu
Bitva u Ipsu byla svedena v roce 301 př. n. l. ve Frýgii mezi diadochy Antigonem I. Monofthalmem a jeho synem Démétriem Poliorkétem na jedné straně a koalicí třech dalších Alexandrových spolubojovníků: Kassandrem, vládcem Makedonie; Lýsimachem, vládcem Thrákie a Seleukem I. Níkátorem, pánem Babylonie a Persie. Jednalo se o rozhodující bitvu válek diadochů.

## Pozadí

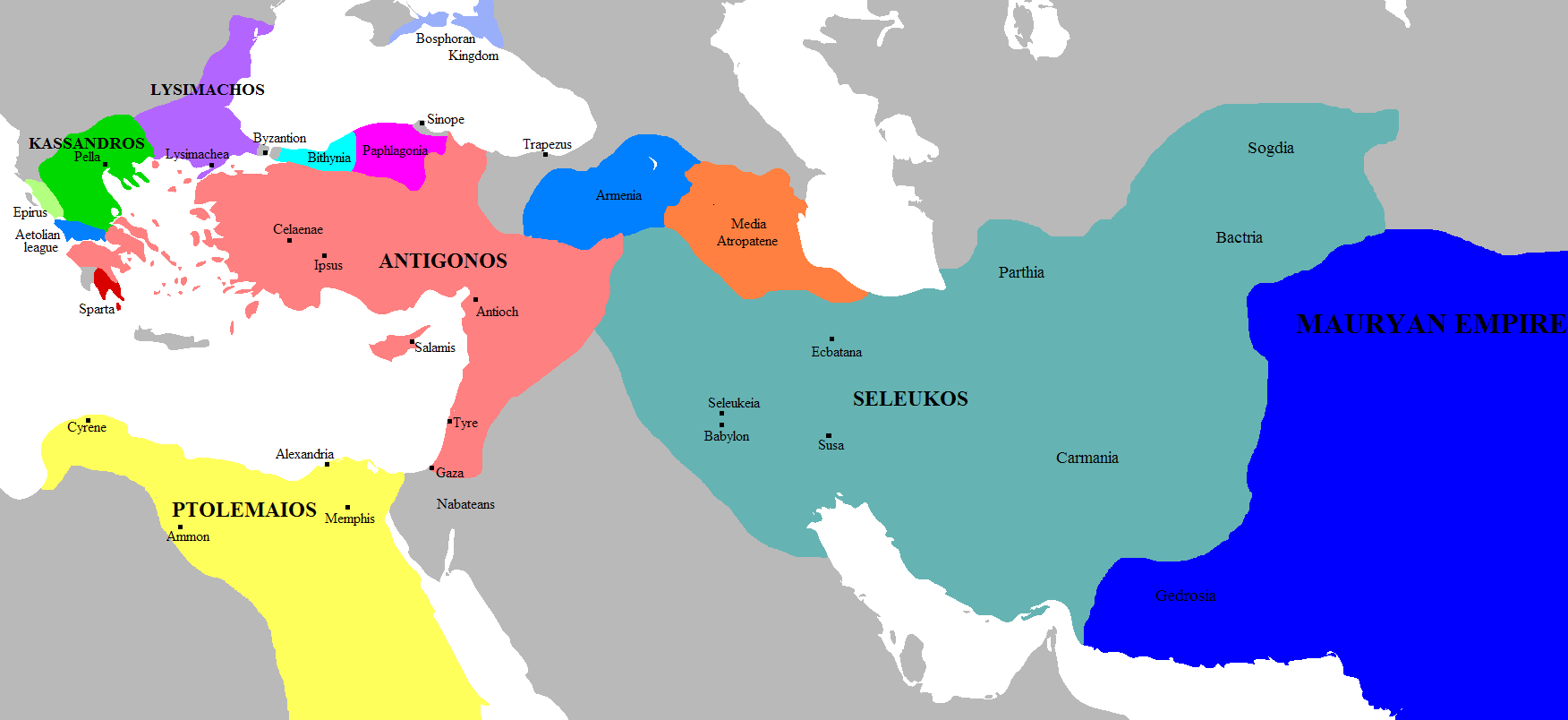
Království diadochů před bitvou u Ipsu v roce 303 př. n. l.

Více než osmdesátiletý Antigonos byl panovníkem území pokrývajícího dnešní Sýrii, Turecko, Libanon a Izrael. Jeho obrovské vojsko (asi 80 000 vojáků) zvítězilo nad mnohými nepřáteli, aniž by kdy samo bylo poraženo. Disponoval také 75 válečnými slony. Jeho nepřátelé postavili do pole o něco menší armádu (kolem 60 000 mužů), avšak Seleukos na jejich stranu přivedl neuvěřitelné množství téměř 400 slonů, které získal dva roky předtím od máurjského vládce Indie, Čandragupty, výměnou za některá vzdálená východní území své říše. Bitva u Ipsu se tak stala největší bitvou evropských dějin v níž byl nasazen tak ohromný počet indických válečných slonů. S výjimkou Plútarchova popisu Démétriovy biografie, se ale nedochoval žádný jiný záznam o průběhu této bitvy.

## Průběh

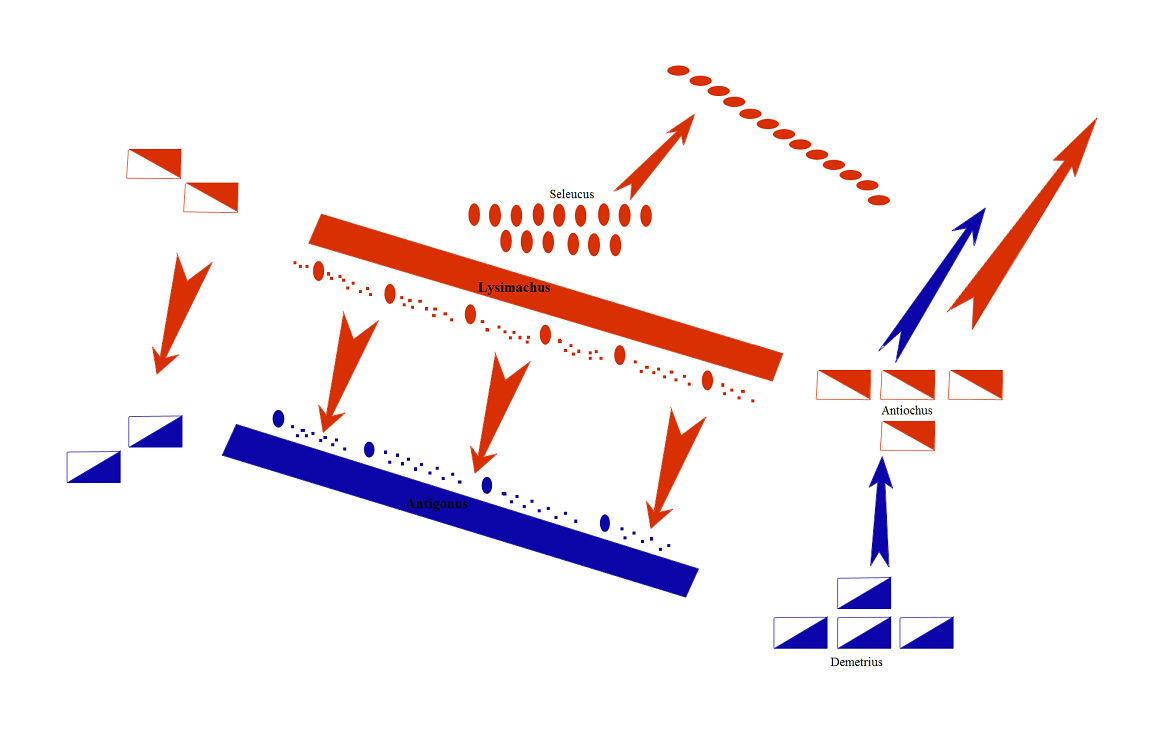
Schéma bitvy u Ipsu

Obě strany prý umístily falangu do středu své linie. Do čela postavily lehkooděnce a slony, Seleukos však zhruba tři čtvrtiny svých slonů pozdržel v záloze. Lýsimachos a Seleukos rozdělili svoji jízdu rovnoměrně na obě křídla, zatímco Antigonos svěřil největší a nejzkušenější část svého jezdectva Démétriovi na pravé křídlo.
Nejprve se srazili sloni a lehkooděnci, přičemž vojáci na obou stranách se snažili přetnout kolenní šlachy nepřátelských slonů a zároveň ochránit vlastní. Démétrios pak napadl nepřátelské levé křídlo, kterému velel Seleukův syn Antiochos, avšak před samotným útokem na nepřátelskou falangu byl zablokován slony, které v tomto okamžiku vrhl do bitvy Seleukos. Zatímco ve středu linie získávali Antigonovi početnější a zkušenější vojáci vítězství na svou stranu, oddíl jízdních lučištníků a oštěpařů se přesunul z pravého křídla koaličního vojska a napadl nechráněné Antigonovo pravé křídlo. Antigonovi muži znepokojovaní přívalem oštěpů začali pozvolna ztrácet kuráž. Brzy se mnoho z nich vydalo na útěk, dokud nebyla obě vojska beznadějně dezorganizovaná. Antigonos se v posledním zoufalém okamžiku pokusil znovu shromáždit své muže, přičemž byl ale sám smrtelně zasažen oštěpem. Nicméně Démétriovi se podařilo z bitevní vřavy uprchnout.

## Následky

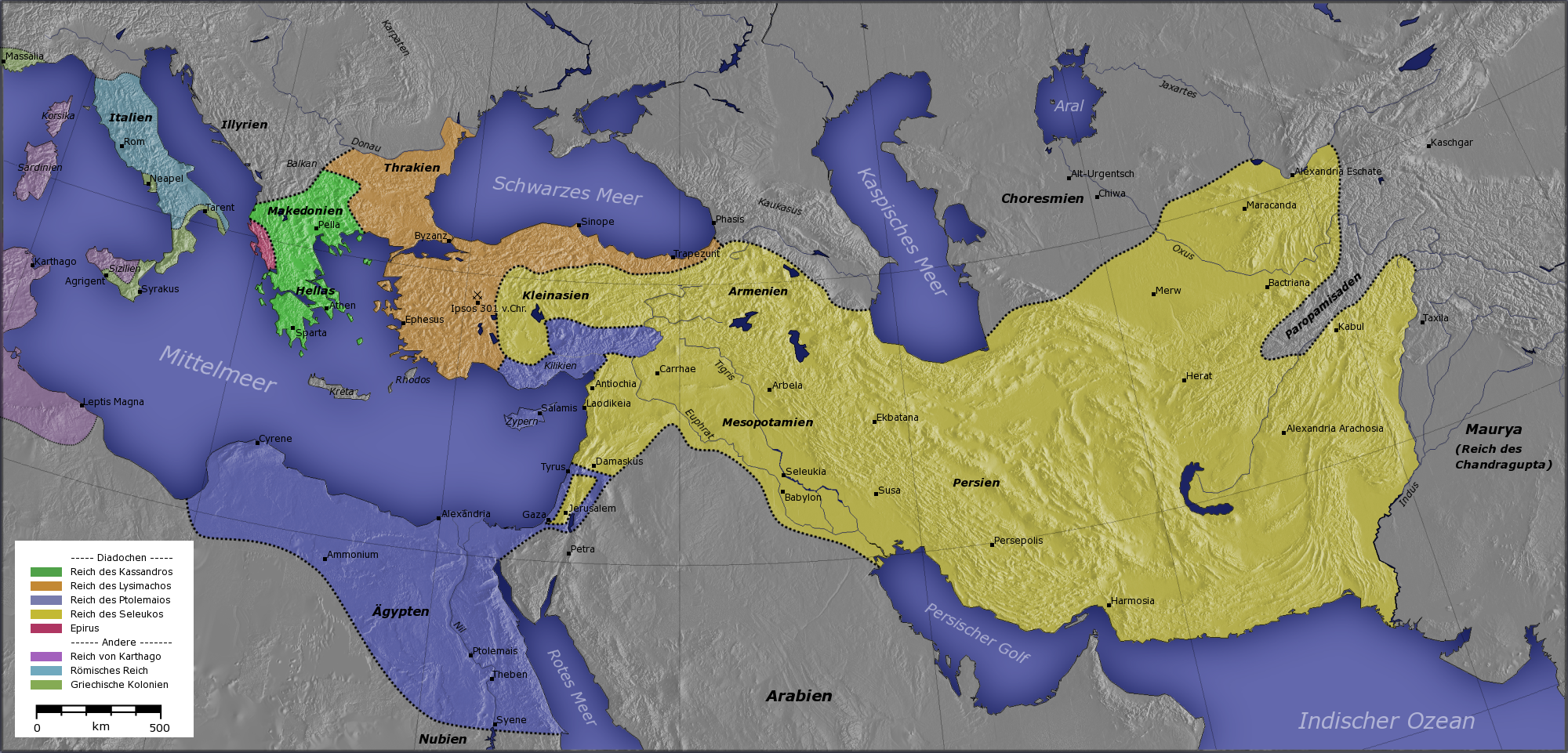
Helénský svět po bitvě u Ipsu

Tím skončil poslední pokus znovu sjednotit rozpadlou Alexandrovu říši pod vládou jednoho krále (Antigona). Alexandrova říše byla rozdělena vítěznými diadochy na čtyři části: Makedonii na západě si udržel Kassandros, Lýsimachovi připadly Thrákie a Malá Asie, Seleukos získal Sýrii a Babylonii. V Egyptě na jihu vládl Ptolemaios (ten se ovšem bitvy nezúčastnil).